# جارد بيرنستاين
جارد بيرنستاين (بالإنجليزية: Jared Bernstein)‏ هو اقتصادي وصحفي أمريكي، ولد في 26 ديسمبر 1955.